# Juan Cornejo
Juan Francisco Cornejo Palma (Santiago de Chile, 1990. február 27. –) chilei labdarúgó, az Audax Italiano hátvédje.